# NK Lipik
NK Lipik 1925 je nogometni klub iz Lipika.

## Povijest kluba
NK Lipik 1925 svoje djelovanje započeo je početkom prošlog stoljeća. 1925. godine pod imenom "Sportski klub Olimpija", a prvi predsjednik kluba bio je Josip Beck. U prvim danima klub nije bio službeno registriran (bio je divlji klub), niti se natjecao u prvenstvu, no redovno su se odigravale prijateljske utakmice protiv klubova iz susjednih mjesta.
U zapisima iz tog vremena kao najbolji igrači tog vremena spominju se Andrija Ivošević, lijevo krilo i Ludva Hort, napadač.
Po završetku drugog svjetskog rata, 1946. godine, osniva se "Fiskulturno društvo Slavonac", u okviru kojega je djelovao i nogometni klub s novim imenom "Slavonac", a osnivači su bili Franjo Frntić, ujedno i prvi predsjednik, te Rudolf Zednik, Stevo Barišić, Gustav Štabler i Vinko Ljevaković.
Nakon 27 godina rada, NK "Slavonac" se u sezoni 1952./53. prvi puta uključuje u prvenstveno natjecanje i to u ligi Daruvarskog podsaveza.
Od tada pa do 1994. godine i prijelaza u ligu Požeško-slavonske županije, NK "Slavonac" je igrao s klubovima sjevernog dijela Hrvatske od Međuopćinske lige Daruvar-Pakrac, Grubišno Polje,Virovitičke zone, Lige Zajednice općina Bjelovar pa do Zagrebačke regionalne lige s klubovima varaždinskog, koprivničkog, virovitičkog i bjelovarskog područja.
NK "Lipik 1925" se danas natječe u 1. ŽNL, a klub radi sa sedam kategorija nogometaša; igraonica, limači U-10, početnici U-12, mlađi pioniri U-14, stariji pioniri U-15, juniori U-18 i seniori.
Za Lipik je igrao poznati nagrađivani hrvatski nogometni sudac Bruno Marić.

## Uspjesi
- 3. HNL – Istok: prvak 2009./10.
- 4. HNL – Istok: prvak 2008./09.
- 1. ŽNL Požeško-slavonska: prvak 2007./08.
- 3. ŽNL Požeško-slavonska: prvak 2014./15.
- 2. ŽNL Požeško-slavonska: prvak 2015./16.

## Poznati bivši igrači
- Advam De Oliveira

## Vanjske poveznice
- Službene stranice kluba